# Brigades de paix internationales
Brigades de paix internationales (Peace Brigades International, ou PBI) est une organisation fondée en 1981 qui explore et met en œuvre des approches non-violentes du maintien de la paix et du soutien aux droits humains. Sur invitation d'organisations locales, PBI envoie des équipes d'observateurs internationaux dans des régions de répression politique et de conflit.
PBI fournit une présence internationale protectrice à des personnes et des organisations qui ont été menacées de violence politique ou qui endurent des risques similaires. De cette façon, PBI contribue à protéger un espace de liberté où les organisations locales peuvent poursuivre leur lutte en faveur de la justice sociale et des droits humains.

## Historique

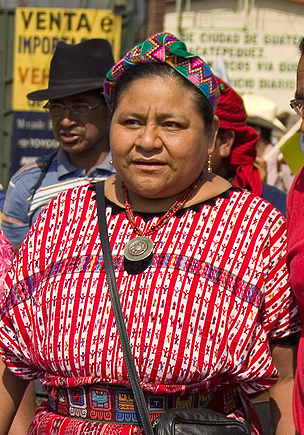
Rigoberta Menchu, prix Nobel de la paix en 1992, accompagnée par PBI lors des négociations de paix au Guatemala dans les années 90.

En 1983, la première équipe de PBI a été envoyée au Nicaragua en proie à la guerre civile (Contras). Des volontaires ont été présents au Guatemala (1983-1999 et à nouveau depuis 2003), au Salvador (1987-1992), au Sri Lanka (1989-1998), au Canada et aux États-Unis (1992-1999), dans les Balkans (1994-2001), à Haïti (1995-2000), au Timor oriental (1999-2002).
Des volontaires au Guatemala ont escorté Rigoberta Menchú, Prix Nobel de la paix, lors de son retour d'exil.
En 2014, Peace Brigades International a des projets de terrain en Colombie, au Honduras, au Kenya, au Guatemala et au Mexique. En Indonésie et au Népal, PBI n'a plus de volontaires sur le terrain, mais continue à travailler en lien avec des organisations locales de droits humains. PBI a mis en place en 2014 le site internet « NepalMonitor », un système faisant rapport de violations de droits humains en temps réel.

## Organisation
PBI est une organisation fondée sur le consensus. Il s'agit d'une structure non hiérarchique, composée de trois structures : les groupes nationaux, les projets de terrain, et l'organisation internationale (l'assemblée générale de PBI, le Conseil international et les Conseils opératifs internationaux).
Une réunion est organisée tous les trois ans pour analyser et définir les nouvelles directions de chaque projet et groupe local de PBI.

## Volontaires
Des personnes de nombreux pays suivants se sont engagés pour PBI, dont : Allemagne, Argentine, Australie, Bangladesh, Belgique, Brésil, Colombie, Espagne, États-Unis, France, Irlande, Italie, Mexique, Norvège, Portugal, Roumanie, Royaume-Uni, Slovénie, Suède et Suisse.
Les candidats volontaires doivent être engagés dans le mouvement non-violent. Tous les volontaires reçoivent une formation sur la philosophie et les stratégies de la non-violence ainsi que les dynamiques du travail d'équipe et de la vie en communauté. Tous les volontaires doivent parler couramment l’espagnol s'ils veulent partir avec l'un des projets d'Amérique latine, ou l’anglais pour les autres pays. Les volontaires ne peuvent pas avoir la nationalité du pays où ils sont envoyés, et doivent pouvoir s'engager pour partir au minimum un an.
Au-delà des missions de volontaires dans les projets de terrain, il est possible de s'engager au niveau local dans un des groupes nationaux.

## Contrecarrer la violence
Dans la plupart des pays, les responsables de violations des droits humains ne désirent pas que le monde extérieur soit témoin de leurs exactions. La présence des observateurs de PBI, soutenue par un réseau d'alerte précoce bien développé, contribue à dissuader les actes de violence dirigés contre les militants locaux. Les observateurs de PBI représentent sur place la pression internationale pour les droits de l’homme relayée par des individus et des organisations à travers le monde.
Cet accompagnement peut prendre plusieurs formes :
- Escortes individuelles, 24 heures sur 24;
- Présence dans les bureaux d'une organisation menacée;
- Accompagnement de communautés déplacées qui retournent dans leurs terres;
- Observation des élections ou des manifestations;
- interlocution avec les autorités locales et les représentants de la communauté internationale.

PBI a accompagné des milliers de militants des droits humains, paysans, étudiants, dirigeants syndicaux, groupes de femmes, organisations indigènes, réfugiés.
En outre, PBI réalise les activités suivantes :
- Travail psycho-social avec les membres des organisations locales;
- Formation à l'action non-violente, la résolution des conflits et les droits humains;
- Promotion de la réconciliation sociale et politique;
- Documentation et diffusion dans le monde entier de l'information sur les conflits et initiatives de paix.

## Prix et récompenses
Les brigades internationales de la paix ont reçu de nombreux prix au cours des 30 années de travail auprès des défenseurs des droits de l'Homme. Parmi ces reconnaissances, on peut citer :
- Mémorial pour la paix Josep Vidal / Llecha, 1989[4]
- Mémorial de paix et solidarité entre les peuples, fondation Servicio y paz, Argentine, 1995[5]
- Prix pour une initiative non-violente Friedrich Sigmund Schultze, 1995
- Prix de paix Freda et Leo Pfeffer, 1996[6]
- Prix de paix du Centre anti-guerre Siervershausen, 1998
- Médaille commémorative de la paix accordée par la fondation Rigoberta Menchu, 1999
- Prix des droits de l'Homme de la ville de Weimar, pour la volontaire PBI Heike Kammer, 1999[7]
- Prix de paix d'Aix-la-Chapelle, 1999[8]
- Prix Martin Ennals, 2001[9]
- Law Society excellence Award pour le volontaire PBI Daniel Carey, 2007[10]
- Prix « Nous avons un rêve » de l'International Human Rights Forum, 2008
- Prix international Jaime Brunet pour la promotion des droits de l'Homme, 2011